# Bataille de Homiel (1941)
 (août 2023).
Seconde Guerre mondiale
Batailles
Front de l’Est

Prémices :
- Campagne de Pologne
- Guerre d’Hiver

Guerre germano-soviétique :
- 1941 : L'invasion de l'URSS

- Opération Barbarossa

Front nord : 
- Guerre de Continuation
- Opération Silberfuchs
- Siège de Léningrad

Front central : 
- 2e bataille de Brest-Litovsk
- Bataille de Białystok–Minsk
- 1re bataille de Smolensk
- Bataille de Kiev

Front sud : 
- Siège d'Odessa
- Campagne de Crimée

- 1941-1942 : La contre-offensive soviétique

Front nord : 
- Poche de Demiansk
- Poche de Kholm

Front central : 
- Bataille de Moscou

Front sud : 
- Seconde bataille de Kharkov

- 1942-1943 : De Fall Blau à 3e Kharkov

Front nord : 
- Offensive de Siniavino
- Opération Iskra
- Bataille de Krasny Bor
- Opération Poliarnaïa Zvezda

Front central : 
- Opération Mars

Front sud : 
- Bataille du Caucase (opération Fall Blau)
- Bataille de Stalingrad
- Opération Uranus
- Opération Saturne
- Offensive d'Ostrogojsk-Rossoch
- Offensive de Voronej-Kastornoe
- Opération Gallop
- Opération Étoile
- Troisième bataille de Kharkov

- 1943-1944 : Libération de l'Ukraine et de la Biélorussie

Front central : 
- 2e bataille de Smolensk
- Opération Bagration

Front sud : 
- Bataille de Koursk
- Bataille du Dniepr
- Offensive Dniepr-Carpates
- Offensive de Crimée
- Offensive de Lvov-Sandomir

- 1944-1945 : Campagnes d'Europe centrale et d'Allemagne

Allemagne : 
- Offensive Vistule-Oder
- Offensive de Poméranie orientale
- Siège de Breslau
- Offensive de Prusse-Orientale
- Bataille de Königsberg
- Bataille de Seelow
- Bataille de Bautzen
- Bataille de Berlin
- Capitulation allemande

Front nord et Finlande : 
- Guerre de Laponie
- Offensive Leningrad-Novgorod
- Bataille de Narva

Europe orientale : 
- Opération Margarethe
- Insurrection de Varsovie
- Soulèvement national slovaque
- Opération Panzerfaust
- Bataille de Budapest
- Opération Frühlingserwachen
- Offensive de Vienne
- Insurrection de Prague
- Offensive de Prague
- Bataille de Slivice

Front d’Europe de l’Ouest

Campagnes d'Afrique, du Moyen-Orient et de Méditerranée

Bataille de l’Atlantique

Guerre du Pacifique

Guerre sino-japonaise

Théâtre américain
La bataille de Homiel fut une opération stratégique allemande conduite par le groupe d'armées Centre durant l'offensive sur la frontière soviétique au tout début de l'opération Barbarossa.

## Ordres de bataille

### Soviétiques
- 21e armée (Union soviétique)
  - 63e corps de fusiliers
  - 67e corps de fusiliers
    - 61e division de fusiliers (ru)
    - 102e division de fusiliers (ru)
    - 151e division de fusiliers (ru)
    - 154e division de fusiliers (ru)
    - 155e division de fusiliers (ru)
    - 161e division de fusiliers

### Allemandes
- 2e armée (Allemagne)
  - Höheres Kommando Z.b.V. XXXV
    - 112e division d'infanterie
    - 45e division d'infanterie

  - XIII. Armeekorps
    - 6e division d'infanterie
    - 134e division d'infanterie
    - 17e division d'infanterie
    - 260e division d'infanterie

  - XXXXIII. Armeekorps
    - 131e division d'infanterie
    - 293e division d'infanterie

## L'opération
La bataille durant 50 jours dont 10 jours dans la ville.

## Les conséquences
Destruction de la ligne Staline et traversée du fleuve Dvina septentrionale. Considéré comme de denier verrou avant Moscou.